# SPARS-код
SPARS-код — трехпозиционная алфавитная классификационная система, разработанная в начале 1980-х годов Обществом профессиональных служб звукозаписи (Professional Audio Recording Services, SPARS) для коммерческих выпусков компакт-дисков (CD), для обозначения аспектов процесса записи и воспроизведения звука, для различия использованного аналогового/цифрового оборудования.
Три позиции кода относятся к трём этапам создания звукозаписи — записи, микшированию/сведению и мастерингу соответственно. Первые две позиции могут быть закодированы как «A» для аналогового или «D» для цифрового; третья позиция (мастеринг) всегда «D» на цифровых CD. 
Изначально схема не предназначалась для использования на цифровых упакованных носителях: она также была доступна для использования в сочетании с аналоговыми выпусками, такими как винил или кассета (где конечным символом будет «А»), но это никогда не осуществлялось на практике; сейчас так маркируются компакт-диски и любые цифровые носители.
Впервые система была применена в 1984 году, компанией PolyGram. 
Из-за усложнения процессов записи и микширования, разработанных в течение первого десятилетия использования кода, в 1991 году SPARS решила отозвать своё одобрение для этих кодов, поскольку они чувствовали, что код слишком упрощён и не совсем точно отражает сложность типичных процессов записи и микширования, используемых на тот момент. Тем не менее, многие звукозаписывающие компании продолжали использовать этот код и SPARS решила повторно одобрить код SPARS в 1995 году.
- ААА — полностью аналоговая запись, от магнитофона до мастеринга;
- AAD — запись на аналоговый магнитофон, сведение на аналоговом магнитофоне, цифровой мастеринг;
- ADD — запись на аналоговый магнитофон, сведение на цифровом рекордере (DASH, DAT, рекордер на НЖМД), цифровой мастеринг;
- DAD — запись на цифровой рекордер, сведение на аналоговом рекордере, цифровой мастеринг;
- DDA —  запись и сведение в цифровом виде, аналоговый мастеринг (для винила)[3];
- DDD — полностью цифровая запись (все три этапа — в цифровом виде).

## Ограничения
Отсутствие деталей
Основным ограничением при использовании кода является то, что он описывает только тип основной аппаратуры, не учитывая другое оборудование, используемое при записи. Например, на этапе микширования многие записи DDD могли фактически быть преобразованы из «цифры» в «аналог», микшированы на аналоговой микшере, но преобразованы обратно в «цифру» и записаны в цифровой форме, таким образом, получив D в соответствующей части кода. Многие записи включают эффекты или сэмплы, добавленные к ним, что создает еще больше путаницы при определении кода.
Представление качества
Многие DDD-компакт-диски с классической музыкой, как правило, продаются значительно дороже, чем их ADD-аналоги из-за так называемой премии к технологии цифровой записи. Например, запись Бетховена Симфонии № 3 от Г. фон Караяна, сделанная в 1970-х годах и получившая французскую премию en:Grand Prix du Disque, продается дешевле, чем цифровая запись того же произведения, сделанная в 1980-е годы, хотя более новая запись не получила одобрения критиков.